# Withius suis
Withius suis är en spindeldjursart som beskrevs av Sivaraman 1980. Withius suis ingår i släktet Withius och familjen Withiidae. Inga underarter finns listade i Catalogue of Life.